# Zjednoczony Sojusz Demokratyczny
Zjednoczony Sojusz Demokratyczny (UDA) – kenijska prawicowa partia polityczna, utworzona w 2020 roku.

## Historia
Partia powstała w wyniku przekształcenia Partii Rozwoju i Reform na Zjednoczony Sojusz Demokratyczny w grudniu 2020 roku, a zarejestrowanie partii nastąpiło 8 stycznia kolejnego roku. Na jej czele stanął William Ruto. Kolorami partii zostały żółty, czarny, zielony i biały. W wyborach prezydenckich w Kenii w 2022 roku ugrupowanie wygrało, zdobywając 50,49% głosów, co pozwoliło Williamowi Ruto na objęcie stanowiska prezydenta Kenii, a Rigathi Gachagua został w ich wyniku wiceprezydentem państwa. Po wyborach parlamentarnych w Zgromadzeniu Narodowym zasiada 144 posłów tej partii, a w senacie 32 senatorów. W sondażu przeprowadzonym pod koniec 2023 roku partia uzyskała 31% poparcia.